# یکا ماتریس
در جبر خطی، یکا ماتریس، ماتریسی است که تنها یک درایه غیرصفر با مقدار ۱ دارد. یکا ماتریس با یک ۱ در ردیف iام و ستون jام به‌صورت{\displaystyle E_{ij}} نشان داده می‌شود. به عنوان مثال، یکا ماتریس ۳ در ۳ با i = ۱ و ۲= j است{\displaystyle E_{12}={\begin{bmatrix}0&1&0\\0&0&0\\0&0&0\end{bmatrix}}}یک یکا بردار یک بردار یکه استاندارد است.
یک ماتریس تک‌درایه‌ای، یکا ماتریس را برای ماتریس‌هایی تعمیم می‌دهد که فقط یک ورودی غیرصفر از هر مقداری داشته باشد، نه لزوماً مقدار ۱.

## ویژگی‌ها
مجموعه یکا ماتریس m در n یک پایه از فضای ماتریس m در n است.
حاصلضرب دو یکا ماتریس  {\displaystyle n\times n} شکل مربعی یکسان این رابطه را ارضا می‌کند{\displaystyle E_{ij}E_{kl}=\delta _{jk}E_{il},}که {\displaystyle \delta _{jk}} دلتای کرونکر است.
گروهی از ماتریس‌های اسکالر n-در-n روی یک حلقه R مرکزساز از زیرمجموعه یکا ماتریس n-در-n در مجموعه ماتریس n-در-n روی R است.
وقتی در ماتریس دیگری ضرب شود، یک سطر یا ستون خاص را در موقعیت دلخواه جدا می‌کند. به عنوان مثال، برای هر ماتریس اِی ۳-در-3:
{\displaystyle E_{23}A=\left[{\begin{matrix}0&0&0\\a_{31}&a_{32}&a_{33}\\0&0&0\end{matrix}}\right].}
{\displaystyle AE_{23}=\left[{\begin{matrix}0&0&a_{12}\\0&0&a_{22}\\0&0&a_{32}\end{matrix}}\right].}